# Tetsuya Shiroo
Tetsuya Shiroo (城尾 哲弥, Shiroo Tetsuya; 1947 – 22 januari 2020) was een Japans crimineel. Shiroo stond aan het hoofd (kumicho) van de Suishin-kai, een uit Nagasaki afkomstige Yakuza syndicaat. De Suishin-kai waren onderdeel van de Yamaguchi-gumi, het grootste Japanse misdaadsyndicaat ter wereld. Op 17 april 2007 schoot Shiroo de burgemeester van Nagasaki, Itchō Itō, dood na een ruzie over een verzekeringskwestie. Op 26 mei 2008 werd Shiroo ter dood veroordeeld, maar na een hoger beroep werd deze straf op 29 september 2009 omgezet tot levenslange opsluiting.